# Charles-Louis Bernier
Pour les articles homonymes, voir Bernier.
Charles-Louis Bernier, ou Claude-Louis Bernier, né le 9 octobre 1755 et mort le 10 janvier 1830 à Paris, est un architecte et dessinateur français.
Élève de Jean-Baptiste Marie Pierre, Jacques-Guillaume Legrand et Jacques Molinos, Charles-Louis Bernier produit au cours des années 1780 quelques dessins de lieux parisiens aujourd'hui disparus, représentant l'ancien quartier du Cimetière des Innocents détruit en 1786 (sur Gallica).
Entre 1794 et 1796, il travaille avec Charles Percier et Pierre Fontaine sur le nouvel Opéra de Paris.
Au moment du Grand Dessein, il devient inspecteur des travaux des bâtiments du Louvre entre 1805 et 1814 dont il fait quelques dessins (sur Gallica).
En 1826, il dessine les plans du Château de Vauboyen, construction achevée en 1828.

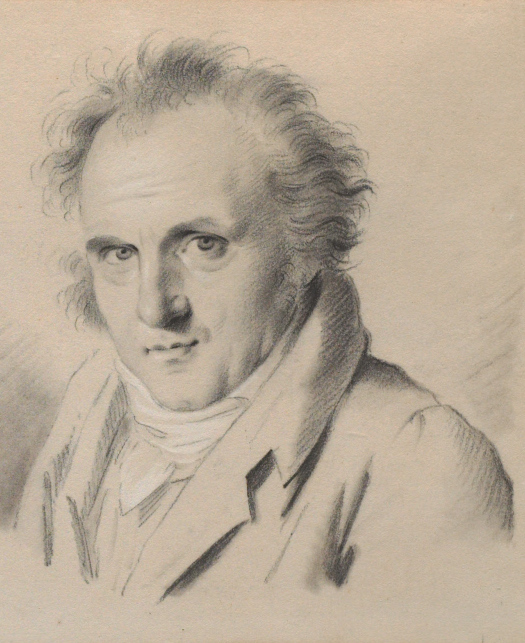
Portrait de Charles-Louis Bernier par Louis-Léopold Boilly
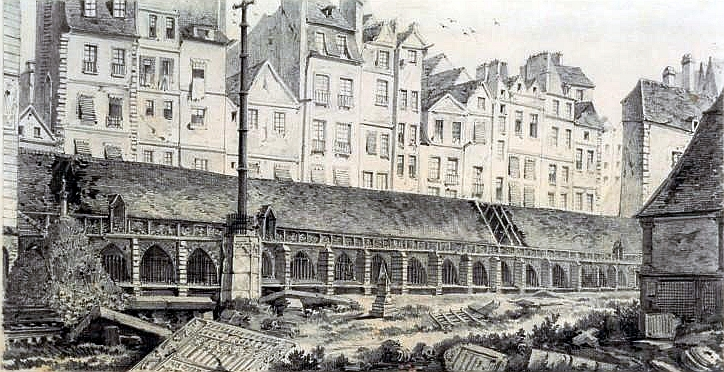
Le cimetière des Innocents, dessin à la mine de plomb de Bernier (21 février 1786).

## Publications
- Léon Dufourny (s/dir.), Palais, maisons, et autres édifices modernes, dessinés a Rome / [Par Charles Percier, Pierre François Léonard Fontaine et C. L. Bernier], publiés à Paris, l'an 6 de la République française (1798, v. st.) / A Paris, chez Ducamp, marchand papetier, rue Saint-Honoré, au coin de celle de Valois, maison des Quinze-Vingts, no. 157. De l'imprimerie de François-Jean Baudouin.